# 島田市消防本部
島田市消防本部（しまだししょうぼうほんぶ）は、静岡県島田市に存在した消防部局（消防本部）。管轄区域は島田市及び榛原郡川根本町全域。川根本町は島田市に常備消防事務を委託していた。消防広域に伴って2016年4月より島田市及び川根本町は静岡市消防局に消防事務の委託を開始したために同消防本部は解散した。

## 概要
- 消防本部：島田市旗指513番地の1
- 管内面積：812.60km2
- 職員定数：131人
- 消防署2か所、分遣所4か所
- 主力機械（2011年4月1日現在）
  - 消防ポンプ自動車：2
  - 水槽付消防ポンプ自動車：4
  - 屈折はしご付消防自動車：1
  - 化学消防自動車：1
  - 救急自動車：6
  - 救助工作車：2
  - 水槽車：2
  - 指揮車：1
  - 指令車：2
  - 査察車：6
  - 作業車：1

## 沿革
- 1952年10月 島田市消防本部・島田市消防署を設置する。
- 1967年9月 救急業務を開始する。
- 1968年8月 消防庁舎を竣工し移転する。
- 1969年7月 榛原郡金谷町の救急業務を受託する。
- 1972年4月 島田市と金谷町の1市1町による島田市・金谷町消防組合が発足する。組合消防として島田消防本部・島田消防署に移行する。六合分遣所を設置する。
- 1973年4月 金谷分遣所を設置する。
- 1976年4月 島田市・金谷町清掃施設組合及び島田市・金谷町し尿処理施設組合と合併し、島田市・金谷町衛生消防組合が発足する。
- 1981年4月 初倉分遣所を設置する。
- 1989年4月 金谷分遣所が金谷消防署に昇格し2署体制となる。
- 1993年3月 島田消防本部新消防庁舎を竣工し移転する。
- 1994年4月 金谷消防署新庁舎を竣工し移転する。
- 1997年3月 榛原郡川根町、中川根町及び本川根町の組合加入により、島田市・北榛原地区衛生消防組合に改称する。（組合構成市町：1市4町）
- 1997年10月 川根北分遣所を設置する。
- 1998年10月 川根南分遣所を設置する。
- 2001年11月 六合分遣所庁舎を竣工し移転する。
- 2005年5月 島田市と金谷町が合併し、新たな島田市が発足する。（組合構成市町：1市3町）
- 2005年9月 中川根町と本川根町が合併し、川根本町が発足する。（組合構成市町：1市2町）
- 2008年4月 川根町が島田市へ編入合併する。合併の前日をもって島田市・北榛原地区衛生消防組合を解散し、島田市に承継する。単独消防として島田市消防本部を設置する。川根本町の消防事務を島田市が受託する。
- 2008年4月 焼津市と通信指令事務の共同運用を開始する。
- 2016年4月　消防広域に伴って島田市及び川根本町は静岡市消防局に消防事務の委託を開始したために同消防本部は解散した。

## 組織
- 本部：消防総務課、予防課
- 消防署

## 消防署
| 消防署     | 住所                 | 分遣所                                                                 |
| ---------- | -------------------- | ---------------------------------------------------------------------- |
| 島田消防署 | 島田市旗指513番地の1 | 六合：島田市道悦二丁目29番15号 初倉：島田市阪本1526番地の4             |
| 金谷消防署 | 島田市島863番地の1   | 川根南：島田市川根町身成3481番地の1 川根北：榛原郡川根本町藤川2番地の4 |